# مايكل روبنسون
مايكل روبنسون (بالإنجليزية: Michael Robinson)‏ (12 يوليو 1958 ليستر المملكة المتحدة - ) هو لاعب كرة قدم أيرلندي يلعب كمهاجم.

## مسيرته الكروية
لعب مايكل روبنسون خلال مسيرته الاحترافية مع 6 أندية في ستة عشر موسمًا وسجل خلالها 83 هدفًا ضمن 328 مباراة. ولم يفز بأي موسم بالكأس وفاز في موسم واحد بالدوري.
خاض مايكل روبنسون مسيرته مع نادي بريستون نورث إيند في موسم 1975–76 ليلعب معه أربعة مواسم، مشاركًا في 48 مباراة سجل خلالها 15 هدفًا. ثم انتقل إلى نادي مانشستر سيتي في موسم 1979–80 لمدة موسم واحد، حيث شارك في 30 مباراة سجل خلالها 8 أهداف. لينتقل بعدها إلى نادي برايتون أند هوف ألبيون في موسم 1980–81 واستمر معه طيلة ثلاثة مواسم، مشاركًا في 113 مباراة سجل خلالها 37 هدفًا. ثم انتقل إلى نادي ليفربول في موسم 1983–84 ولمدة موسمين، مشاركًا في 30 مباراة سجل خلالها 6 أهداف. هذا وانتقل لاحقًا إلى نادي كوينز بارك رينجرز في موسم 1984–85 واستمر معه طيلة ثلاثة مواسم، مشاركًا في 48 مباراة سجل خلالها 5 أهداف. ثم انتقل بعدها إلى نادي أوساسونا في موسم 1986–87 واستمر معه طيلة ثلاثة مواسم، مشاركًا في 59 مباراة سجل خلالها 12 هدفًا.

## روابط خارجية
- مايكل روبنسون على موقع IMDb (الإنجليزية)
- مايكل روبنسون على موقع قاعدة بيانات الفيلم (الإنجليزية)

- مايكل روبنسون على موقع الاتحاد الدولي (مؤرشف)  (الإنجليزية)
- مايكل روبنسون على موقع الاتحاد الأوربي (الإنجليزية)
- مايكل روبنسون على موقع قاعدة بيانات كرة القدم.إي يو (الإنجليزية)
- مايكل روبنسون على موقع ناشيونال فوتبول تيمز (الإنجليزية)
- مايكل روبنسون على موقع Soccerbase.com (لاعب) (الإنجليزية)